# Gesamtverband für Suchthilfe

Logo 2015

Der Gesamtverband für Suchthilfe e.V. – Fachverband der Diakonie Deutschland (GVS) war ein Bundesfachverband mit Sitz in Berlin und der einzige diakonische Bundesfachverband für das Arbeitsgebiet Sucht. Auf seiner Mitgliederversammlung am 19. November 2021 wurde die Auflösung des Vereins beschlossen. Der Verein befindet sich daher in Liquidation.

## Geschichte
Im Jahr 1957 wurde der GVS als "Evangelische Arbeitsgemeinschaft zur Abwehr der Suchtgefahren e. V." in Kassel gegründet. 2004 ist der GVS von Kassel nach Berlin gezogen. Dazu gehören rund 350 diakonische Beratungsstellen, 30 Fachkliniken und etwa 2.400 Selbsthilfegruppen.

## Struktur
Der Gesamtverband für Suchthilfe e.V. bestand zuletzt aus:
- dem Vorstand (9 Mitglieder, letzter Vorsitzender: Ralf Klinghammer)[7]
- der GVS-Geschäftsstelle (mit Sitz in Berlin-Mitte, letzte Geschäftsführerin: Corinna Mäder-Linke)
- drei Fachebenen (Kernaufgaben, Fort- und Weiterbildung, Selbsthilfe)
- 6 Fachausschüssen (Beratung und Behandlung, Drogenhilfe, Evangelische Landesarbeitsgemeinschaften ELAS, Teilhabehilfen, Fort- und Weiterbildung, Suchtprävention und betriebliche Gesundheitsfürsorge)
- dem Beirat Selbsthilfe
- Projektgruppen und Arbeitskreisen

## Aufgaben
Der GVS arbeitete gemeinsam mit seinen Mitgliedern in den Bereichen Öffentlichkeitsarbeit, Politische Vertretung, Kooperation mit anderen Verbänden, Qualitätsentwicklung, Durchführung von Projektarbeiten und Qualifizierung. Zugleich war er politisch aktiv und betreibt Lobbyarbeit.

## Mitgliedschaften
Der Verein war Mitglied
- im Evangelischen Werk für Diakonie und Entwicklung e. V. (EWDE)
- bei der Deutschen Hauptstelle für Suchtfragen e. V. (DHS)
- beim Bundesverband für stationäre Suchtkrankenhilfe e. V. (buss)
- beim Deutschen Verein für öffentliche und private Fürsorge e. V.
- bei der Bundesarbeitsgemeinschaft Kinder- und Jugendschutz e. V. (BAJ)
- im Evangelischen Bundesfachverband Existenzsicherung und Teilhabe e. V. (EBET)[10]
- in der AG zu Prostitution und Menschenhandel der Diakonie[11]
- im Fachverband Medienabhängigkeit e. V.[12]